# Gilberto Flores Muñoz
Gilberto Flores Muñoz (Compostela, Nayarit; 4 de mayo de 1906-Ciudad de México, 6 de octubre de 1978) fue un militar y político mexicano, miembro del Partido Revolucionario Institucional. Fue gobernador de Nayarit entre 1946 y 1951.

## Biografía

### Primeros años
Su educación inicial la realiza en la ciudad de Tepic. En 1923, a la edad de 17 años, ingresa al Ejército Mexicano; participa en la rebelión delahuertista y es hecho prisionero en la ciudad de San Luis Potosí, donde, una vez liberado, se reintegra a las fuerzas armadas y alcanza el grado de capitán de caballería.

### Matrimonio, fundación del PRI, primera diputación
En 1928, es ya Inspector Federal del Trabajo y Presidente de la Junta Federal de Conciliación. En ese mismo año, contrae matrimonio con  Asunción Izquierdo Albiñana. En 1929 formó parte de los fundadores del Partido Nacional Revolucionario (PNR), antecedente lejano del PRI, y logra, por su parentesco con el coronel José Márquez, ser nombrado diputado federal por San Luis Potosí (1930-1932).

### Segunda diputación y senaduría
Al dejar la diputación federal, asume la cartera de secretario de Acción Laboral durante los años 1934 y 1935, y en ese año de 1935, por segunda ocasión es nombrado diputado federal (1935-1937). Siendo diputado, su partido le nombra secretario de Acción Educativa (1936 y 1937), y secretario general del Consejo Ejecutivo Nacional (1937).
En 1940 gana una senaduría por San Luis Potosí, y ese cargo lo lleva a intervenir en las soluciones a varios problemas de Relaciones Exteriores que afectaban a los extranjeros, por la reciente nacionalización del petróleo, la electricidad y el ferrocarril.

### Gubernatura de Nayarit
En 1945, se postula para gobernador del estado de Nayarit, compitiendo contra el coronel Emilio Ruiz. Gana la gubernatura (1 de enero de 1946-31 de diciembre de 1951).

Su período de 1946 a 1951 es recordado como uno de los más dinámicos y progresistas: se abrieron carreteras pavimentadas, se perforaron pozos para abastecimiento de agua potable, se construyeron plazas públicas, mercados en todo el estado, se impulsó como nunca el turismo poniendo a San Blas y la llamada Costa de Oro en promoción estratégica. Con tal propósito se le dotó de modernos hoteles, agua potable entubada, calles empedradas y una publicidad entusiasta. Nayarit estuvo bien comunicado incluso por aire, pues se unió con todo el país a través de cuatro líneas aéreas y las primeras dos aerolíneas locales que empezaban a volar a la sierra. La agricultura también recibió un extraordinario impulso, llegando a ser considerado Nayarit como “el granero de México” (en el periodo 1948-1949 se alcanzó la cifra récord de 128,000 toneladas de maíz. N.d.a. Fuente: Informe de la Secretaría de Obras y Servicios Públicos, p. 26).

### Industria tabacalera y urbanismo
El tabaco, el producto más distintivo del estado, pasó a ser procesado industrialmente por las empresas Cigarrera La Moderna, S.A., y Tabaco en Rama, S.A., una muy importante fuente de riqueza y empleo para una nueva generación de nayaritas. La ciudad de Tepic modernizó su fisonomía con avenidas y calles para mejorar el tránsito. La ganadería también se vio beneficiada al introducir nuevos ejemplares de pura raza para mejorar el ganado existente.

### Asesinato de Crispín "El Prieto" Durán
A todo esto, se contrapuso una leyenda negra, ganada a pulso por sus métodos radicales de eliminación de opositores: entre muchos otros, el famoso caso de Crispín "El Prieto" Durán y el sórdido descubrimiento del "cementerio" en el Mirador de El Águila. (Pere Greenham. Rostros y rastros. El siglo XX en Nayarit a través de 101 protagonistas memorables. CECAN, 2005, p. 99).
Fue reconocido en Nayarit como el político con mayor trascendencia en ese estado, y el detonador de la modernidad en esa entidad.[cita requerida]
El error más señalado en la historia a la gestión gubernamental de Gilberto Flores Muñoz es el asesinato del “Prieto Crispín”, un líder campesino de ese estado. El Prieto Crispín fue ultimado por el jefe de la Policía Judicial, Enrique Díaz, el 31 de marzo de 1954, durante el gobierno de José Limón Guzmán.[cita requerida]
“Su bipolaridad dejó tras de sí encarnados detractores y fervientes admiradores según intereses personales”.

### Campaña presidencial de Adolfo Ruiz Cortines; secretario de Agricultura y Ganadería
Terminado su periodo, Flores Muñoz fue coordinador de la campaña presidencial de Adolfo Ruiz Cortines (1951-1952) y fue nombrado secretario de Agricultura y Ganadería (1952-1958). Logró ser apoyado por un numeroso grupo de simpatizantes naturales dentro del Comité Ejecutivo Nacional (CEN) del PRI para ser postulado a la candidatura hacia la Presidencia de la República en los últimos meses de 1957, pero perdió el dedazo presidencial que fue otorgado a Adolfo López Mateos el cual sería elegido Presidente de México para el sexenio de 1958-1964.

## Fallecimiento
El presidente de la República José López Portillo lo nombra en 1976 responsable de la Comisión Nacional de la Industria Azucarera, cargo que ocupó hasta el 6 de octubre de 1978, cuando fue asesinado junto con su esposa María Asunción Izquierdo, en su residencia de avenida Paseo de las Palmas 1535, colonia Lomas de Chapultepec, en el Distrito Federal. El escritor Vicente Leñero hizo una minuciosa reseña del incidente, en su novela Asesinato. El doble crimen de los Flores Muñoz Gilberto Flores Alavez, nieto del exgobernador de Nayarit, fue inculpado, juzgado y sentenciado a 28 años de prisión como autor intelectual y material del doble homicidio el cual fue realizado a machetazos. Salió libre en los primeros años del decenio de 1990.